# Hypomares brunneus
Hypomares brunneus là một loài bọ cánh cứng trong họ Cerambycidae.